# Viktor Sokolov
Viktor Alekseevič Sokolov (in russo Виктор Алексеевич Соколов?; Klimovsk, 24 aprile 1954) è un ex pistard e ciclista su strada russo, fino al 1991 sovietico.

## Palmarès

### Olimpiadi
- 1 medaglia:
  - 1 argento (Montréal 1976 nell'inseguimento a squadre)

### Mondiali su strada
- 1 medaglia:
  - 1 oro (Leicester 1970 nella cronometro a squadre)